# デイノニクス
デイノニクス（Deinonychus）は、前期白亜紀（アプチアン期中期からアルビアン期前期、約1億1,500万 - 1億800万年前）の北アメリカに生息した竜盤目ドロマエオサウルス科の代表的な肉食恐竜。本属の命名に伴う論争が恐竜ルネッサンスとして世界的な変革を促した。

## 概要

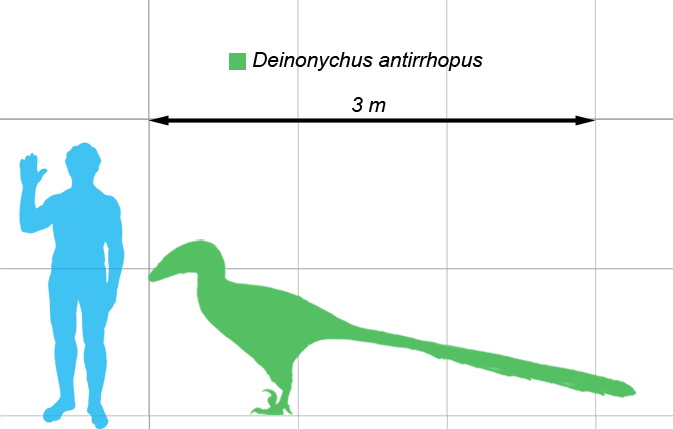
人間との大きさ比較

発掘された化石から全長3.5メートル前後、体重100キログラム前後とされている。二足歩行で尾は細くしなやかな作りであった。15センチメートルに及ぶ後肢の第2指の大きな鋭い鉤爪（シックルクロウ）が特徴。半月状の手根骨を持っているため前肢の手首の可動範囲が他の恐竜よりも広かった。恐竜の中では大きな脳を持ち、高い知能をそなえていた可能性がある。また集団で発掘されることが多いことから、群れを作り行動する凶暴な捕食者であったと考えられている。骨格から敏捷に動き回っていたと推測されている。本種に襲われたと見られる植物食恐竜テノントサウルスの化石が発掘されていることから、時には自分より大きな獲物にも襲いかかったと考えられている。発達した第2指の鉤爪は肢骨と健の働きによりネコ科のように爪を出し入れできた。かつて鉤爪は構造から考えると肉を切り裂くことは難しく、主に刺突用の武器だとされてきた。だが最近では鉤爪の断面が調べ直され、さらに角質構造の再確認が行われた結果、シックルクロウは獲物へ裂傷を与える役割があった可能性が高い。
1964年に古生物学者ジョン・オストロムにより発見された。オストロムはこのような活発な動きをするには恐竜が温血動物でないと無理だと考え、恐竜温血説を唱えるきっかけとなった。これが恐竜ルネサンスのきっかけとなる。その後の羽毛恐竜の発見に伴い、最近では本種にも羽毛を生やした復元が一般的となっている。発見時に大型鳥脚類のテノントサウルスと一緒に掘り出された。この事からデイノニクスは社会性を持ち、協力して集団攻撃を行っていた可能性がある。しかし集団攻撃後には不可解な点もあるため、狩りと同時に共食い/競争排除が起きていた可能性が指摘されている。
またデイノニクスに限らず、ドロマエオサウルス類はその脳の大きさから、一般的な恐竜よりも知能が高かったと推測されるが、脳の大部分が高い身体能力の制御の為であり、知能とは無関係であるとする説もある。
日本語では「ディノニクス」と表記される場合があるが、原語（古代ギリシャ語）、英語、ローマ字読みのいずれにおいてもそのように発音することはないため、仮名つづりの類似による誤記である。

## 古生物学

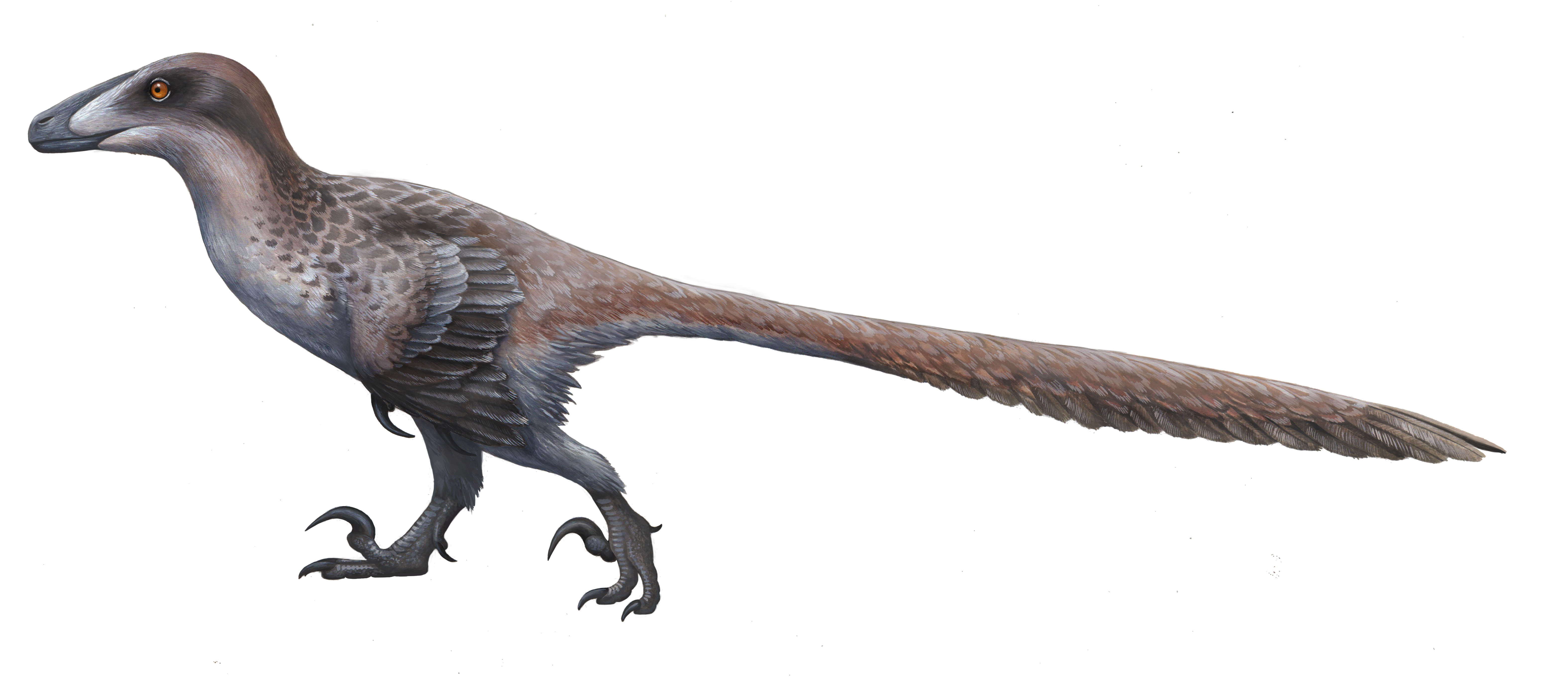
Life restoration

成熟した個体の化石を元に、デイノニクスの体格が導き出された。本種の全長は約3.5メートル、頭蓋長は約40センチメートル、体高は約90センチメートル、体重は約100キログラムと推定されている。この数値は最大級のユタラプトルには及ばずとも、ドロマエオサウルス類の中では大型の部類に入る事を意味する。

### 頭部
発見当初オストロムは本種の頭骨がバラけ気味であったため、アロサウルスを参考に三角形で幅広の頭部を復元した。これは発表時のバッカーのイラストに使われた復元である。しかし三次元的でひずみ/欠損の少ない化石が後に発見され、実際にはオストロムの推測より口蓋が丸みを帯び、鼻先はより狭まっている事が判明した。これは恐竜博2019で展示されたレプリカの形である。頬骨が広く広がっていたおかげで本種は立体視が得意であった。これは逃げる獲物を捕捉する際に非常に役立つ。デイノニクスとヴェロキラプトルの頭蓋骨を比較すると、大きな差異が認められる。例えば内鼻孔の状態が全く違っていた。一方でドロマエオサウルスと比較した場合、頑丈な頭蓋骨がよく似ていた。空洞の配置/数は獣脚類の基本的に則っている。頭蓋骨と下顎の両方に空洞(穴)があり、頭部の重量を軽減する効果があった。眼科と鼻孔の中間に開いた前眼窩窓の開口部は、他の穴に比べて特に大きい。

### 顎/歯
顎に並ぶナイフ状の短い歯は、ほとんどが同じ長さで生えそろっていた。これは肉食性の獣脚類としては珍しい。
デイノニクスは2005年に咬合力(噛む力)の推定値が生体力学的に算出された。その研究によると本種の咬合力はアリゲーターの咬合力の15%しかなかったとされた。アリゲーターの咬合力を6000Nと仮定すると、デイノニクスは約900Nの咬合力を持っていた事になる。この数値はシェパードのような大型犬と近い。
ところが別の研究者によって全く異なる数値が導き出されている。こちらの研究では、テノントサウルスの化石に残された本種の噛み傷を手がかりに、彼らの咬合力を直接導き出した。結果は4100N〜8200Nで、結果は前述の生体力学による数値よりもはるかに強力であった。この数値はアリゲーターやハイエナの記録に匹敵している。また、成熟したデイノニクスが大型生物の骨にすら明確な傷を残していた事からも、本種の潜在的な咬合力の高さがうかがえる。
しかし研究者は本種が骨を頻繁にかじっていた訳でないとしている。研究者のジグナックの推測によれば、本種の顎は直接的な摂食よりも、ライバルとの戦闘/防御や狩りの際に獲物を拘束するといった役割が強いと考えられている。また本種が獲物を解体する時には、骨や硬い部位を避けて柔らかい内臓などを切り取って食べていた可能性が高いと考えられている。

### 前肢
デイノニクスの前肢には3本の鋭い鉤爪が生えていた。前肢は第一指が最も短く、第二指が最も長かった。第三指は全体的に細く湾曲気味である。これらは獲物や外敵との戦闘や、木登りの補助に使われたと考えられている。
半月状の手根骨を持っているため前肢の手首の可動範囲が広く、アクロカントサウルスのような他の恐竜よりも自由に動かせた。こうした手首は現在の鳥類と共通している。なお前腕の鉤爪を狩りに使ったメガラプトル類の腕も同様に可動範囲が広かった。
多くの近縁種の前腕に羽毛で構成された翼、もしくは翼の痕跡が残されていた事を踏まえると、デイノニクスを含むドロマエオサウルス類には、そろって前肢に複雑な羽毛による翼が備わっていたと考えられている。

### 後脚

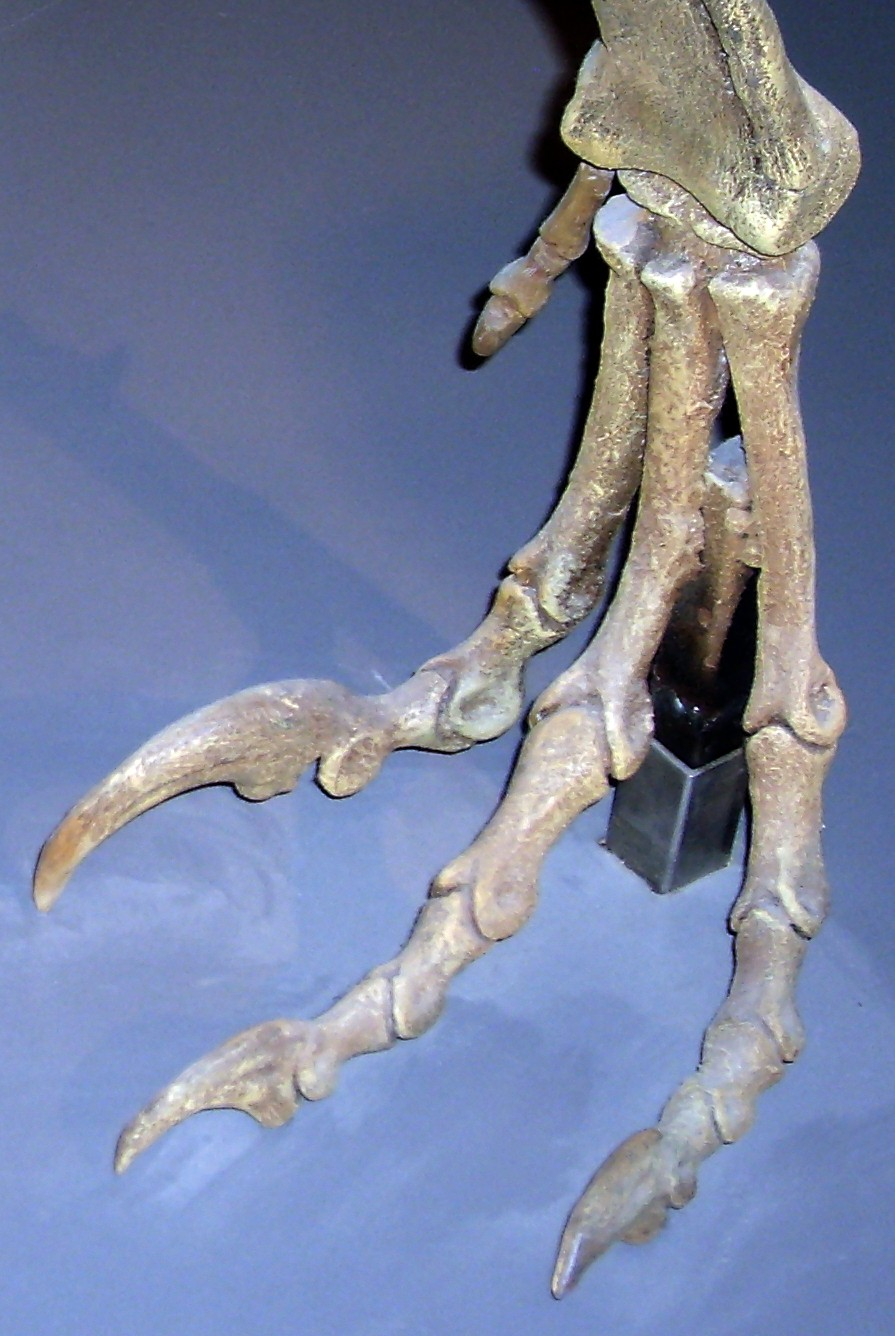
コペンハーゲンの博物館にて展示されているデイノニクスの足の鉤爪の模型

後ろ脚の発達した第2指の鉤爪は大きさと形状が特殊であった。この爪は専門用語でシックルクロウと呼ばれている。シックルクロウは趾骨と腱の働きにより、ネコ科動物の爪のように出し入れが自由自在であった。これによりデイノニクスはシックルクロウを収めたまま大地を駆け回る事が可能であった。

### 尾部
本種の種小名アンティルロプスは「釣り合いの取れた」という意味を持つ。これは尻尾が素早く動く際にバランサーとして機能していた可能性が高いことから名付けられた。テタヌラ下目に共通する特徴として、彼らの尻尾は骨化腱が絡み合うことで撓るような動きを実現していた。そしてデイノニクスは腱と尾椎などの融合を更に推し進め、結果的に竹竿のような極端に細長い尻尾を進化させている。
このように、一見すると固く引き締められているように思える尻尾でも、実際には多少なりともの弾性や、左右にくねらせる可動性があったことが、近縁種のヴェロキラプトルの産状化石より判明している。

### 羽毛
現在までにデイノニクスの皮膚について直接的な証拠は見つかっていない。だが本種を内包するドロマエオサウルス科、ひいては非鳥類型獣脚類の多くに原羽毛/羽毛の存在が確認されている。例えばデイノニクスよりも基盤的なドロマエオサウルス科のミクロラプトルには、原羽毛どころか現生鳥類のような正羽が生えており、それらが前腕、後脚、尻尾に確認されている。またデイノニクスよりも後の時代を生きたヴェロキラプトルやダコタラプトルからも尺骨(前腕の骨)に羽軸瘤(羽毛が生える起点)が発見された。この羽軸瘤は現生鳥類でも羽の起点となっている。そして後者2種の系統位置はミクロラプトルよりもデイノニクスに近いため、デイノニクスも同様の羽毛に全身を包んでいた可能性が非常に高い。
なお羽毛を持っていたことは、本種が活動的な恒温動物であったことを示唆している。

### 卵
2000年に興味深い標本が見つかり、本種の卵の構造、営巣、繁殖について他の獣脚類と比較が可能になった
見つかった卵を解析すると、これが獣脚類の卵だと判明し、さらにマニラプトル形類でもトロオドン科に近い種の卵だとされた。卵はひどくつぶれて破損していたため、正確な大きさを計測することは叶わなかった。だがシチパチの卵と似ていた可能性が高い。
2018年にノール、ヤング、ウィメンらによって発表された研究では、デイノニクスがカムフラージュ効果を持った青い卵を産み、そしてダチョウのような開けた巣を作っていた可能性が高いとされている。この研究ではデイノニクスと他の恐竜が、捕食者の識別能力や被食者の隠蔽基準への適応として、こういった点を進化させていたとしている。このような適応は現生鳥類の卵の色や模様の起源を表している事を示している。

## シックル・クロー
本種を命名したオストロムは鎌のような爪(シックル・クロー)を斬撃に適した武器として発見し、これを受けた一部の研究者は、シックル・クローが大型のケラトプス類を切り裂くのに使われたとさえ提案した。なお2022年までにデイノニクスと同じ地層(クローヴァーリー層)から産出した角竜類は原始的なアクイロプスのみで、大型のケラトプス類が産出したという報告はない。代わりに一帯には大型の竜脚類や大型鳥脚類が生息していた。
しかし研究が進むにつれ他の研究者は、シックル・クローを斬撃を目的とした武器ではなく刺突を目的とした武器だと主張した。2005年にフィル・マニングとその同僚は、デイノニクスやヴェロキラプトルの解剖学的特徴を抑えた油圧式ロボットと精巧な爪のレプリカを使用し、大規模な再現実験を行った。この実験ではブタの表皮の付いた肉塊には浅い刺し傷が残るに留まり、ワニの外皮には大きな傷が残らなかった。これを踏まえマニングらはシックル・クローが刺突用の武器、もしくはロッククライミングや木登りに使われていた可能性が高いとした。これにより一時期は刺突戦術が本種の狩猟方法とされた。
だが最近ではシックル・クローの断面が調べ直され、さらに角質構造の再確認が行われた結果、この武器が斬撃を主な目的としていた可能性が高まっている。断面が内側面が薄い刃状になっているため、シックル・クローを突き刺した後に体重を掛ける、もしくは脚を蹴り出す事で、獲物へ深い裂傷を残す事が可能であった。角質は末節骨を覆っていたため、シックル・クローの長さと鋭利さが底上げされていた。この角質の存在は2005年の再現実験において無視されてしまった。

## 古生態学

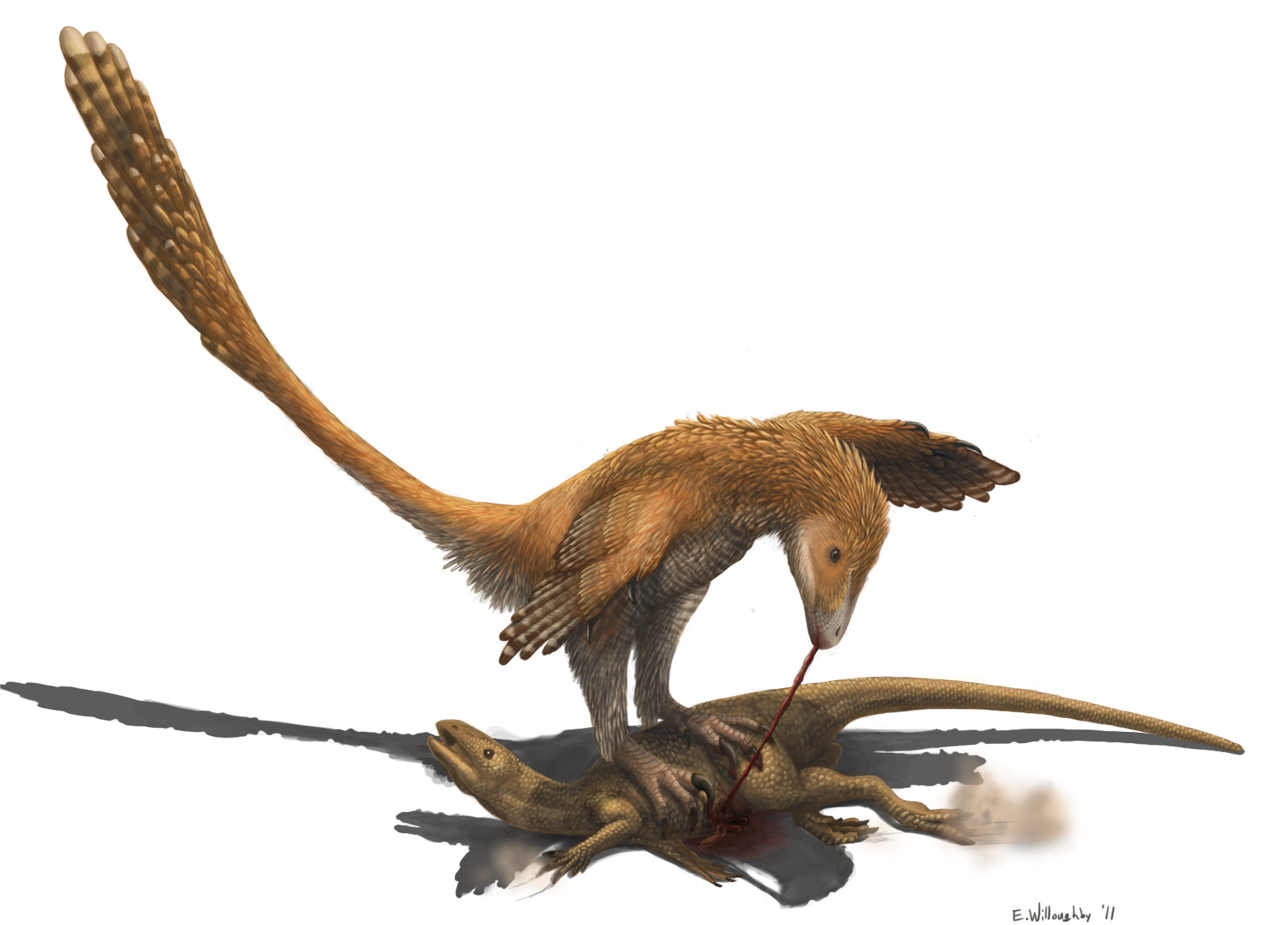
ゼフィロサウルスを捕食するデイノニクス

前述したとおり、1頭のテノントサウルスとともに複数の個体がまとまって見つかったことから、集団で自分より大きな獲物を捕食するイメージが強いデイノニクスだが、現在の肉食性の鳥類や爬虫類はほとんどそういった狩りをせず、この説を疑問視する声もある。実際、コモドオオトカゲやワニなどでは共食いも良く発生し、獣脚類の中でも集団行動をしたと考えられるダスプレトサウルスでも共食いの痕跡が確認されている。
こうした肉食爬虫類を例にとると、仕留めた獲物や偶然見つけた死骸を集団で食べる際は、大型の個体が最初に食べ、小型の個体は順番を待たねばならず、それを無視した個体は攻撃を受け、最悪の場合は殺され餌食になるケースもある。テノントサウルスとともに見つかった化石も、そうして序列を無視した結果殺されてしまった可能性が示唆されている。
近年の研究では、成体と幼体で歯の同位体を調べたところ、デイノニクスは成長段階で異なる餌を食べていたことが判明している。このことから鳥類のように成体が幼体に給餌するような習性はなく、多くの爬虫類のように自力で仕留められる獲物を捕食していた、即ち集団生活を行う習性はなかった可能性が示唆されている。
獲物についても、成体のテノントサウルスは体重1トンに達したとみられることから、その10分の一ほどの体重のデイノニクスに仕留められたのか疑問視されており、単に死骸を漁った可能性も指摘されている。とはいえ共存した恐竜にはゼフィロサウルスやアクイロプスなど、デイノニクスでも十分に仕留められるサイズの植物食恐竜がいたことから、獲物には困らなかったと思われる。

## 古環境
デイノニクスは当時よく繁栄していたが、同地域同時代にはより巨大なアクロカントサウルスが生息していたため、デイノニクスは二番手とならざるを得なかった。また2011年にはクローバリー層からも基盤的なティラノサウルス類の歯が発見されている。当時のティラノサウルス類はデイノニクスに近い体格であったため、互いのニッチは被っていたことが予想される。
植物食恐竜には鳥脚類のテノントサウルスやゼフィロサウルス、角竜類のアクイロプスのほかに、竜脚類のサウロポセイドンやアストロドン、曲竜類のサウロペルタも確認されている。

## 登場作品
『グラップラー刃牙』
第4部『刃牙道』にて、ピクルの回想において登場する。同作でピクルは宮本武蔵を本種に例えている。
『サイボーグ009』
『ディノニクス編』（1976年）に登場している。
『ジュラシック・パーク』シリーズ
小説およびそれを元にした映画作品。近縁種のヴェロキラプトルが登場するが、大きさの違いなどからむしろこのデイノニクスに近い描写がなされている。当時、「デイノニクス・アンティルロプスはヴェロキラプトル属の一種（ヴェロキラプトル・アンティルロプス）である」との説（現在では否定）があり、これに従ったもの。
ゲーム作品『ジュラシック・ワールド・エボリューション』ではヴェロキラプトルとの差別化を図るため、頭や尾にバジリスクに似たトサカや帆を持つ姿で復元されている。
『ARK: Survival Evolved』
『Fjordur』と『Valguero』に登場。全身が羽毛で覆われた、ユタラプトルと同等の体格を持つ獰猛な恐竜として描写される。

## 分類体系
- 恐竜 Dinosauria
  - 竜盤類 Saurischia
    - 獣脚類 Theropoda
      - テタヌラ類 Tetanurae
        - コエルロサウルス類 Coelurosauria
          - マニラプトル形類 Maniraptoriformes
            - マニラプトル類 Maniraptora
              - エウマニラプトル類 Eumaniraptora
                - †デイノニコサウルス類 Deinonychosauria
                  - ドロマエオサウルス科 Dromaeosauridae
                    - ドロマエオサウルス亜科 Dromaeosaurinae